# Wereldkampioenschap voetbal 2018 (achtste finale) Spanje - Rusland
Dit artikel gaat over de wedstrijd in de achtste finales tussen Spanje en Rusland die gespeeld werd op zondag 1 juli 2018 tijdens het wereldkampioenschap voetbal 2018. Het duel was de eenenvijftigste wedstrijd van het toernooi.

## Voorafgaand aan de wedstrijd
- Spanje stond bij aanvang van het toernooi op de tiende plaats van de FIFA-wereldranglijst.[1]
- Rusland stond bij aanvang van het toernooi op de zeventigste plaats van de FIFA-wereldranglijst.[2]
- Deze confrontatie tussen de nationale elftallen van Spanje en Rusland was de zevende in de historie.[3]
- Het duel vond plaats in het Olympisch Stadion Loezjniki in Moskou. Dit stadion werd in 1956 geopend en kan 81.000 toeschouwers herbergen.

## Wedstrijdgegevens[4]
| Datum                | 1 juli 2018                                                                           | 1 juli 2018                                                                           |
| Wedstrijdnummer      | 51                                                                                    | 51                                                                                    |
| Stadion              | Olympisch Stadion Loezjniki, Moskou                                                   | Olympisch Stadion Loezjniki, Moskou                                                   |
| Toeschouwers         | 78.011                                                                                | 78.011                                                                                |
| Scheidsrechter       | Björn Kuipers                                                                         | Björn Kuipers                                                                         |
| Assistenten          | Sander van Roekel Erwin Zeinstra                                                      | Sander van Roekel Erwin Zeinstra                                                      |
| Vierde official      | Clément Turpin                                                                        | Clément Turpin                                                                        |
| Videoscheidsrechters | Danny Makkelie Mark Borsch (assistent) Paweł Gil (assistent) Felix Zwayer (assistent) | Danny Makkelie Mark Borsch (assistent) Paweł Gil (assistent) Felix Zwayer (assistent) |
| Man van de wedstrijd | Igor Akinfejev                                                                        | Igor Akinfejev                                                                        |
|                      | Spanje                                                                                | Rusland                                                                               |
| Doelpunten           | 1                                                                                     | 1                                                                                     |
| Gele kaarten         | 1                                                                                     | 2                                                                                     |
| Rode kaarten         | 0                                                                                     | 0                                                                                     |
| Wissels              | 4                                                                                     | 4                                                                                     |
| Schoten op doel      | 9                                                                                     | 1                                                                                     |
| Schoten naast doel   | 6                                                                                     | 3                                                                                     |
| Overtredingen        | 5                                                                                     | 19                                                                                    |
| Hoekschoppen         | 6                                                                                     | 5                                                                                     |
| Buitenspel           | 1                                                                                     | 1                                                                                     |
| Balbezit (%)         | 75                                                                                    | 25                                                                                    |

| Spanje | 1 – 1           | Rusland |
| Sergej Ignasjevitsj 12' (e.d.) | goals (assists) | 41' (pen.) Artjom Dzjoeba |
| Andrés Iniesta Gerard Piqué Koke Sergio Ramos Iago Aspas                                                                                           | strafschoppen   | Fjodor Smolov Sergej Ignasjevitsj Aleksandr Golovin Denis Tsjerysjev |
| Fernando Hierro | bondscoach      | Stanislav Tsjertsjesov |
| David de Gea Nacho Fernández 70' Gerard Piqué Sergio Ramos Jordi Alba Koke Sergio Busquets David Silva 67' Isco Marco Asensio 104' Diego Costa 80' | opstellingen    | Igor Akinfejev Sergej Ignasjevitsj Ilja Koetepov Fjodor Koedrjasjov Mário Fernandes 46' Joeri Zjirkov 61' Aleksandr Samedov Roman Zobnin 97' Daler Koezjajev 65' Artjom Dzjoeba Aleksandr Golovin |
| Andrés Iniesta 67' Daniel Carvajal 70' Iago Aspas 80' Rodrigo 104'                                                                                 | wissels         | 46' Vladimir Granat 61' Denis Tsjerysjev 65' Fjodor Smolov 97' Aleksandr Jerochin |
| Gerard Piqué 40' | gele kaarten    | 54' Ilja Koetepov 71' Roman Zobnin |
| | rode kaarten    | |